# Amore e desiderio
Amore e desiderio (Of Love and Desire) è un film del 1963 diretto da Richard Rush.
È un film drammatico statunitense con Merle Oberon, Steve Cochran e Curd Jürgens.

## Produzione
Il film, diretto da Richard Rush su una sceneggiatura di László Görög e Richard Rush e un soggetto di Victor Stoloff e Jacquine Delessert, fu prodotto dallo stesso Stoloff per la New World Film Corporation e girato in Messico. I titoli di lavorazione furono  The Forsaken Garden e  In a Secret Garden.

## Colonna sonora
- Katherine's Theme - cantata da Sammy Davis Jr., composta da Ronald Stein
- La Llorona - canzone tradizionale del Messico

## Distribuzione
Il film fu distribuito con il titolo Of Love and Desire negli Stati Uniti dall'11 settembre 1963 al cinema dalla Twentieth Century Fox Film Corporation.
Altre distribuzioni:
- in Germania Ovest il 6 marzo 1964 (Ohne Moral)
- in Austria nell'aprile del 1964 (Ohne Moral)
- in Finlandia il 5 giugno 1964 (Rakkaus ja intohimo)
- in Brasile (Amor e Desejo)
- in Venezuela (Amor y deseo)
- in Italia (Amore e desiderio)
- in Francia (Le jardin de mes amours)
- in Grecia (Pothos)

## Critica
Secondo il Morandini il film è un "pesante e inetto melodramma con risvolti incestuosi". Secondo Leonard Maltin il film è caratterizzato da "splendide ambientazioni" che alzano in parte il livello qualitativo della pellicola, "una dramma sessuale già ampiamente battuto".

## Promozione
La tagline è: IF YOU ARE ADULT in every sense of the word...you will understand why....